# Mont des Cats
Mont des Cats é uma pequena colina (alt. 164m) perto da cidade de Godewaersvelde, na Flandres francesa. O seu nome em holandês é Katsberg. É a sede de uma abadia com o mesmo nome, famosa pelo queijo produzido pelos monges desde 1890.

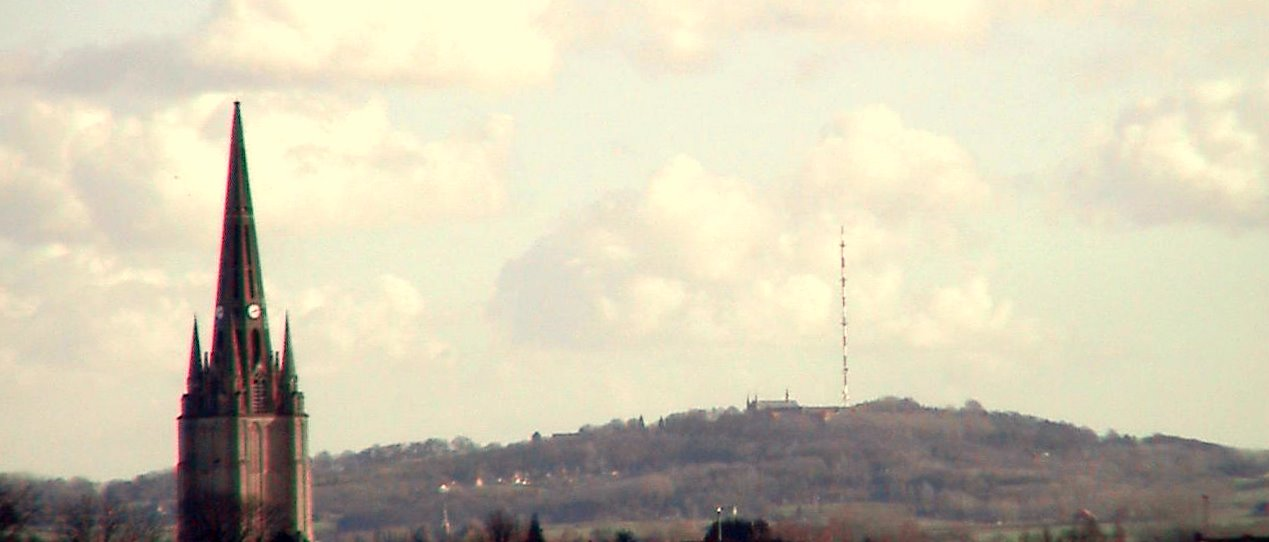
Mont des Cats visto de Steenvoorde.

No topo da colina há uma antena que atinge uma altura de 364 m e transmite sinais de televisão e rádio:
- emite FM a 500 W
- e tem 3 emissores em UHF 80kW para televisão

A antena fornece parte da televisão digital Nord Pas de Calais (DTT).
A festa tradicional de Saint-Hubert é realizada no terceiro domingo de outubro.

## Origem do nome
O nome cat não tem nada a ver com gatos, mas é derivado do nome de uma tribo germânica conhecida como Chatten (francês: Chattes ; holandês; Chatten), vivendo na área após a queda do Império Romano (século V).

## Abadia de Mont des Cats

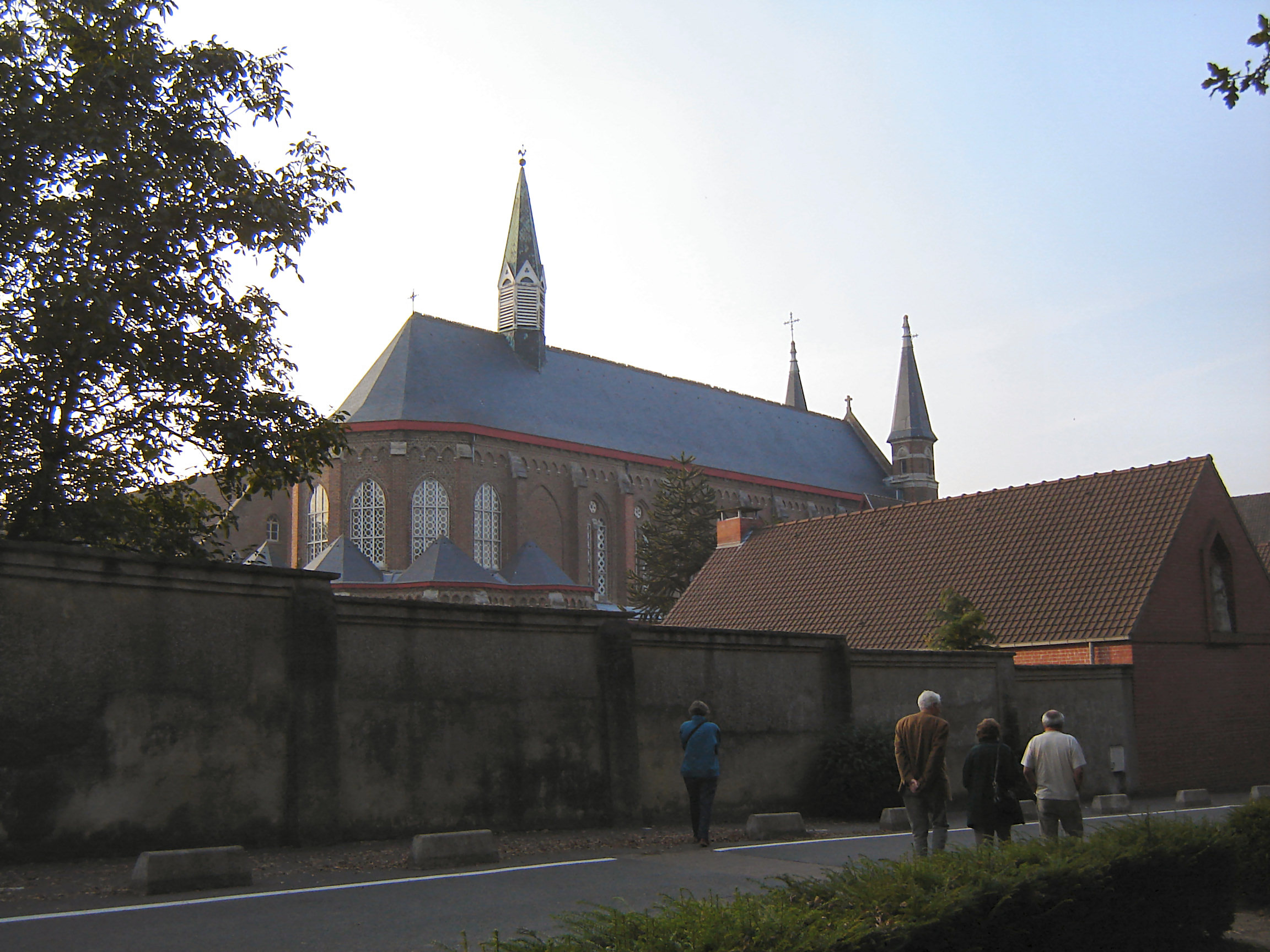
Abadia de Mont des Cats

Uma primeira comunidade do Hospital Frères de Saint Antoine foi estabelecida em 1650 e durou até a Revolução Francesa, que fechou o mosteiro em 1792. Em 1826, uma nova comunidade de trapistas (reformados cistercienses) foi financiada, e essa congregação administra a abadia desde então.

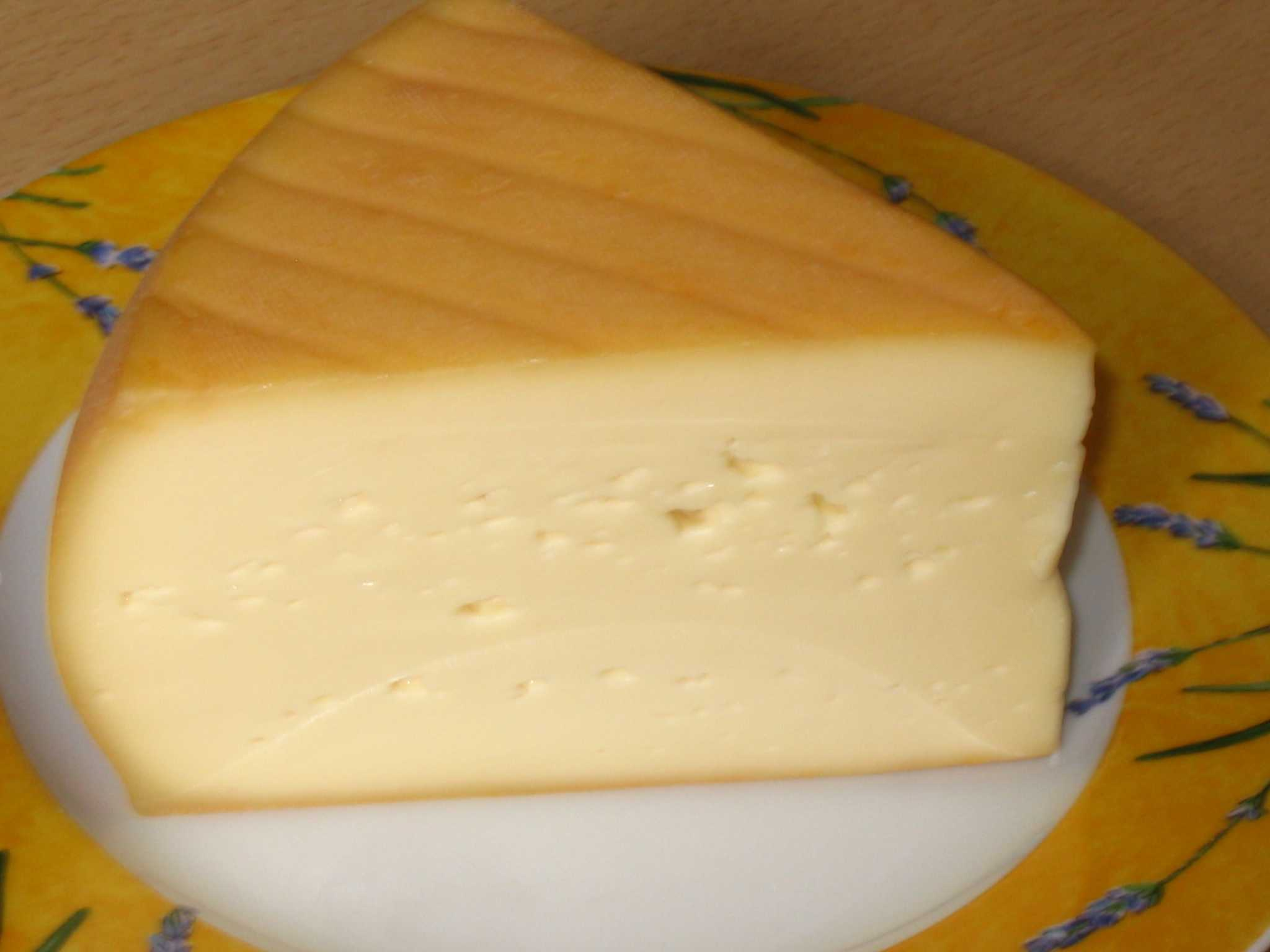
Queijo Mont des Cats

## Queijo Mont des Cats
O queijo Mont des Cats é produzido pelos monges desde 1890 com o leite das fazendas locais, em uma pequena fazenda independente.  O método de produção é semelhante aos usados para Port-salut. O afinamento (maturação) leva no mínimo um mês e durante esse período o queijo é lavado em água salgada e tingido com roucou, um derivado avermelhado das sementes de colorau. A textura do queijo é firme, não cozida, pressionada e tem pequenos orifícios. O teor de gordura é de 50%. Na Flandres, às vezes é comido como um café da manhã com café.

## Ciclismo
O Mont des Cats é regularmente incluído em corridas ciclistas na primavera, como o Gante-Wevelgem e o Quatro Dias de Dunquerque. Apresentou-se uma vez no Tour de France.
Mont des Cats inspirou o nome da empresa de software Mondeca.